# Обезглавливание Иоанна Крестителя (Караваджо)
«Обезглавливание Иоанна Крестителя» — картина итальянского художника Караваджо, написанная в 1608 году на Мальте. Единственная известная на данный момент картина с его подписью.

## Композиция
На картине изображена казнь Иоанна Крестителя в присутствии Саломеи, приготовившей для его головы золотое блюдо. Стоящая рядом женщина, идентифицируемая как Иродиада или просто случайная свидетельница, с ужасом наблюдает, как надзиратель приказывает палачу довершить казнь отсечением головы Иоанна кинжалом. Данная сцена, популярная у итальянских художников вообще и у Караваджо в частности, упоминается в Библии лишь косвенно, и вероятнее всего позаимствована из сборника «Золотая легенда».
Как и прочие работы позднего творчества Караваджо, картина характерна минимумом деталей и реквизита. Размеры полотна (3,7 метра на 5,2 метра) позволили изобразить персонажей примерно в натуральную величину, несмотря на то, что значительная часть картины представляет собой пустое пространство.
Согласно книге искусствоведа Джона Варриано «Караваджо: искусство реализма» (2006) фоном для картины послужило изображение тюрьмы из уложения о наказаниях Ордена госпитальеров .

## История создания
Картина написана в 1608 году в качестве алтарной по заказу мальтийского Ордена госпитальеров, кавалером которого Караваджо стал в том же году, это самая большая из всех алтарных картин мастера. Со времени написания она постоянно находится в соборе Святого Иоанна на Мальте, для которого и создавалась. Служба в Ордене оказалась для Караваджо недолгой — вскоре он вновь оказался в тюрьме за преступление, записей о котором не сохранилось, однако ему удалось совершить побег с острова. Спустя полгода после принятия в Орден художник был заочно лишён сана мальтийского рыцаря с формулировкой «гнилой зловонный орган». Церемония прошла в Оратории — том же самом зале, где находилось творение Караваджо.
Тема казни Иоанна Крестителя была продолжена художником в последующих работах. Одна из них находится в Лондонской национальной галерее, другая — в Королевском дворце в Мадриде. Возможно, Караваджо намеревался отправить какую-то из картин в дар Великому магистру Ордена Алофу де Виньякуру, чтобы заслужить его прощение, но точных сведений об этом нет.
«Обезглавливание Иоанна Крестителя» дошла до нашего времени в очень плохом состоянии, пройдя реставрацию только в 1950-е годы к знаменитой выставке в Риме 1955—1956 годов, на которой вызвала значительный интерес.
Во время реставрационных работ на картине была обнаружена подпись автора, символически помещённая им под  лужей крови раненого Иоанна. Она немедленно стала предметом дискуссий. По одной из версий, Караваджо подписался f. Michelang.o (где f , то есть fra — брат, — означает его принадлежность к братству Ордена), но более распространено мнение, что подпись гласит «Я, Караваджо, сделал это», подразумевая признание в преступлении — возможно, в убийстве Рануччо Томассони в 1606 году, из-за которого художнику пришлось бежать из Рима.